# Antonio Mura

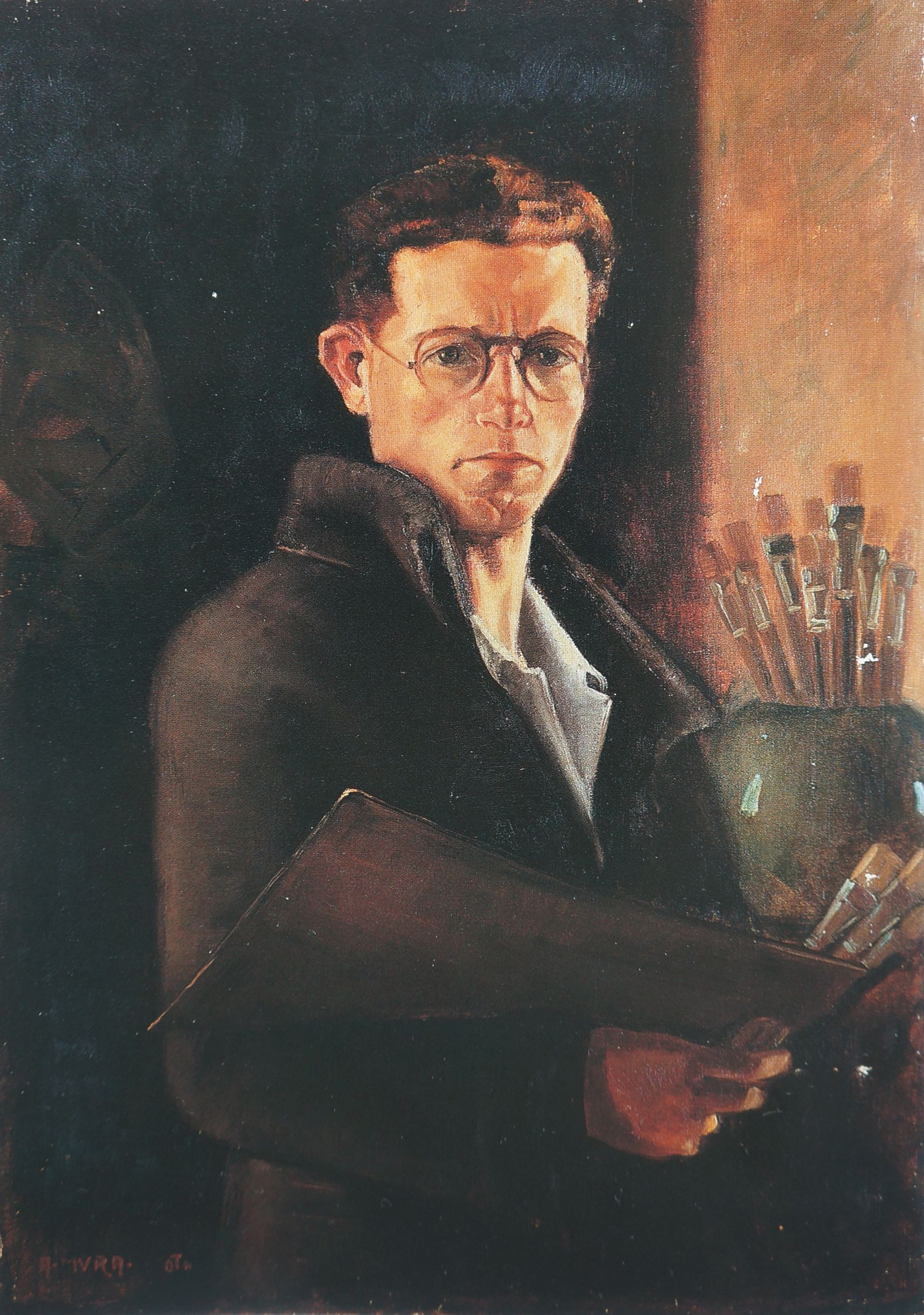
Antonio Mura, Autoritratto, 1932

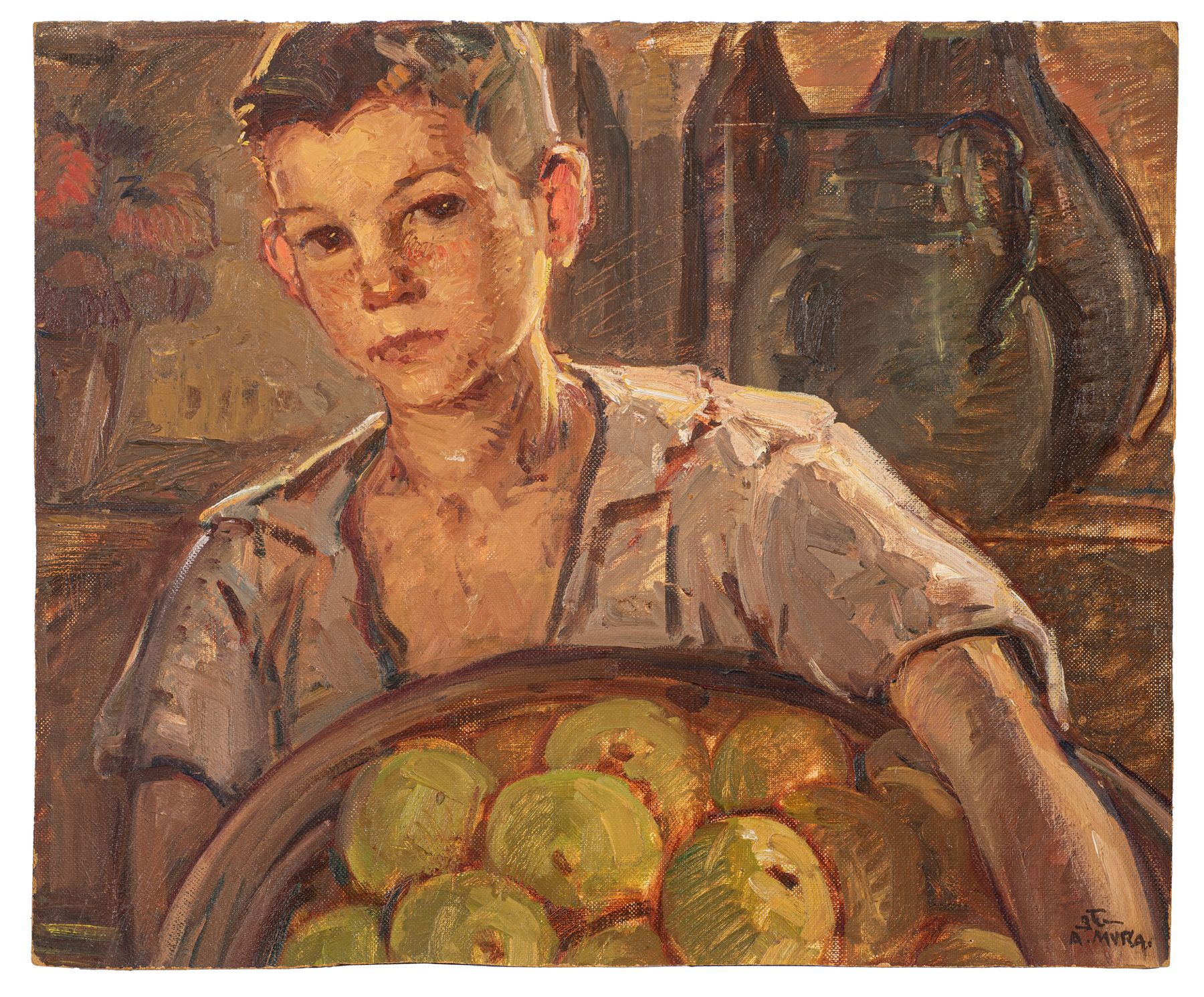
Antonio Mura, Ragazzo con frutta, 1934 (ante)

Antonio Mura (Aritzo, 12 gennaio 1902 – Firenze, 7 aprile 1972) è stato un pittore e incisore italiano.

## Profilo

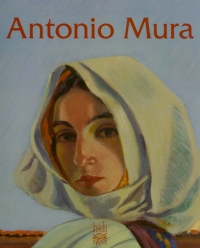
Antonio Mura, Catalogo della mostra, Aritzo 1999

Antonio Mura, pittore ed incisore, è tra i più rilevanti artisti sardi del Novecento. Artista completo, sia per preparazione professionale che per adeguata cultura, amò ritrarre i volti della sua gente, particolarmente di bambini e di vecchi, di cui coglieva la gioiosità, la serenità e l’insondabile profondità che glorifica la vita in ogni sua manifestazione. Apprezzato ritrattista, venne chiamato anche a dipingere le principali autorità del suo tempo: dei tanti ritratti realizzati si ricorda quello eseguito a Roma nel 1937 al cardinale Pacelli (che diventerà in seguito Papa Pio XII) su commissione dell'Università Cattolica di Washington.
Animato da intensa spiritualità e sentimento religioso, Antonio Mura coronò la sua vita di artista, in età matura, con la realizzazione di una ventina di pale d'altare, opere notevoli per composizione, esecuzione e dimensioni. Questi dipinti furono realizzati in un arco temporale di 28 anni, dal 1942 al 1970, e si trovano oggi in varie chiese in Sardegna e a Roma: 8 a Cagliari, 5 a Oristano, 3 ad Aritzo (NU), 2 a Roma e le rimanenti in altre chiese della Sardegna. Particolarmente pregevoli le sei pale d'altare che realizzò per la Basilica di Nostra Signora di Bonaria di Cagliari.
Valente xilografo, allievo del famoso Adolfo De Carolis, ottenne importanti apprezzamenti sia in Italia che all'estero. Anche nel campo della xilografia si distinse per i soggetti di carattere sacro, riuscendo ad imprimere nei volti e nelle figure rappresentate una espressione di rara intensità nonostante la difficoltà della tecnica xilografica.
Nel suo percorso di maturazione la sua pittura si fa, via via, più sintetica: progressivamente il colore assume una spiccata libertà espressiva, come un’emozione che affonda in radici salde. Pittura “compendiaria” la definì negli anni Cinquanta lo studioso Nicola Valle, attento estimatore del pittore aritzese.
Alla figura e all'opera di Antonio Mura è stato dedicato, nel 2019, un museo ad Aritzo (NU), suo paese natale.

## Vita e percorso formativo
Nasce ad Aritzo (NU), il 12 gennaio del 1902, ultimo di cinque fratelli, da antica e stimata famiglia.
Dopo aver frequentato il Liceo Classico a Cagliari, si trasferisce a Roma, dove frequenta la Reale Accademia di Belle Arti (1922-25) – tra i suoi docenti Adolfo De Carolis (incisione) Umberto Coromaldi, Giovanni Costantini, Duilio Cambellotti, Pieretto Bianco ed Ermenegildo Luppi – e i corsi liberi del nudo all’Accademia Inglese. Gli anni romani sono significativi nella sua formazione anche per la frequentazione di alcuni luoghi fondamentali dell’arte, dai Musei Vaticani al Museo di Valle Giulia, dal Museo Borghese a Villa Torlonia. Successivamente compie viaggi e soggiorni di studio a Firenze, Venezia, Milano.
Nel 1925 si presenta alla "Terza Biennale Romana" alla quale viene ammesso con il quadro "La sposa" (oggi proprietà del Comune di Aritzo ed esposto al Museo Antonio Mura).
Nel 1929 espone alla "Primaverile Fiorentina" la grande opera "L'Adorazione del Venerdì Santo" (oggi ugualmente al Museo Antonio Mura di Aritzo), iniziando un lungo e fecondo periodo nel quale parteciperà alle più importanti rassegne regionali, nazionali (espone diverse volte alla Biennale di Venezia e alla Quadriennale nazionale d’Arte di Roma)  ed estere (Varsavia, Colonia, Amburgo, Brema, Berlino, L’Aja, Amsterdam, Beirut, Chicago) partecipando, tra il 1925 e il 1969, a più di 50 esposizioni.
Nel 1930 dipinge "La venditrice di rami", esposto al Palazzo dell'Economia a Sassari.
Partecipa alle "Sindacali Sarde", distinguendosi nel 1930 per l'olio "L'offerta", nel 1931 per l'olio "Processione" (acquistato dal Provveditorato alle Opere Pubbliche di Cagliari) e nel 1932 per i quadri "Concerto" (acquistato dalla Prefettura di Nuoro, oggi al museo Museo d'Arte Provinciale  MAN), "Contadino" e "Autoritratto".
È presente alle mostre a carattere nazionale a Firenze nel 1933 e a Napoli nel 1935.
Partecipa alla "Seconda Quadriennale di Roma", nel 1935.
Dopo aver soggiornato, per studio, a Firenze, Milano e Venezia, si ferma a Roma dove tiene studio dal 1936 al 1940.
Partecipa alla "XX Biennale di Venezia", nel 1936, dove viene segnalato tra i migliori artisti per quanto riguarda le incisioni, con la xilografia “Il popolo”.
Tiene una mostra personale alla "Saletta S. Carlino", Palazzo del Drago, (Roma, 1936) dove presenta 35 oli e tre xilografie.
Alla "VII Mostra Sindacale d'Arte" (Cagliari, 1936) espone "Ritratto di vecchia".
Nel 1936 il Ministero dell'Educazione Nazionale acquista la sua "Processione " per la Galleria d'Arte Moderna di Roma.
Con 5 xilografie partecipa all'Esposizione internazionale delle incisioni" di Varsavia nel 1937, poi alla "Sixth International Exhibition of Litography and Wood Engraving", Art Institute of Chicago, 1937, è presente con due tavole.
L’anno successivo (1938) si distingue per le xilografie alla "XXI Biennale di Venezia".
Del 1937 è il "Ritratto del cardinale Pacelli", destinato all'Università Cattolica di Washington.
Nello stesso anno viene insignito del titolo di Commendatore dell'Ordine Mercedario.
Partecipa alla "Terza Quadriennale di Roma", 1939 ed alle Biennali di Venezia del 1940 e del 1942.
Compone le prime pale d'altare per la chiesa Parrocchiale di Aritzo.
Partecipa alla "Quarta Quadriennale di Roma" nel 1943 ed alla "Prima Mostra Triennale d'Arte", Tempio Pausania, nel marzo 1944.
Nel 1944 dipinge il "Cristo morto in croce", donato alla Parrocchia di Aritzo.
Alla "XXIV Biennale di Venezia" (1948) presenta la xilografia "La Prioressa".
Si stabilisce definitivamente a Cagliari nel 1948, dedicandosi all'attività professionale ed all'insegnamento.
"Mostra di Arte Sarda Moderna", Venezia, 1949, dove vende "La festa " al Ministero dell'Educazione Nazionale e "Processione " al Comune di Venezia, e viene segnalato per le incisioni.
"Mostra degli Incisori Sardi", Società Dante Alighieri, Milano, 1949.
Della sua produzione a carattere religioso ricordiamo le 14 xilografie della "Via Crucis ", i 5 oli visibili nel Seminario Arcivescovile di Oristano, e la pala d'altare per la chiesa del Sacro Cuore, sempre a Oristano.
Alla "Internazionale di Arte Sacra" di Roma del 1950, si distingue per la xilografia "Le Marie".
Agli "Amici del Libro", Cagliari, 1952, riscuotendo un ampio successo di pubblico e di critica, tiene una personale con 41 oli, che segna, secondo alcuni osservatori, un'importante svolta nella sua opera.
Partecipa con i maggiori artisti sardi alla "Quadriennale di Roma" del 1952, dove viene segnalato per la xilografia "Il concerto".
Alla "Mostra dell'Arte nella vita del Mezzogiorno d'Italia", Roma, 1953, espone "Le pie donne" (olio), "Il Battesimo", (olio, acquistato dalla Regione Sarda), "Le Marie" (xilografia, acquistata dal Comune di Roma).
Partecipa alla "Biennale di Venezia", nel 1954, con gli oli "Giovanna" e "Lavandaie".
Espone alla "Quadriennale Romana" del 1955.
Nel 1956 Nicola Dessy organizza una mostra di incisori sardi nelle più importanti città tedesche e olandesi, portando assieme ad opere di Aligi Sassu, Mario Delitala, Valerio Pisano, Stanis Dessy, Floris, Marras e Sechi anche sette incisioni di Mura.
Nel 1957 espone alla "Mostra di incisori Sardi e Veneti" di Venezia la xilografia "Concerto" e partecipa alla "Mostra degli incisori italiani" di Milano.
Dal 1961 al 1968 insegna al Liceo Parificato di Cagliari, successivamente al Liceo Artistico.
Espone con i più prestigiosi pittori italiani alla Galleria "Alecco Saab" di Beirut, nel 1961, in una mostra organizzata da Umbro Apollonio e Nicola Dessy.
Partecipa alla "Mostra di incisioni del Piemonte e Sardegna" di Cremona del 1961, con Ardau Cannas e Pisano, presentando dieci xilografie.
Espone con i maggiori artisti dell'isola alla "Mostra Regionale d'Arte Sarda", Cagliari, 1961 (olio "Donne alla fonte").
Partecipa alla "Mostra al Liceo Artistico", Cagliari, 1963 con l'olio "Le raccoglitrici" e, da ultimo, alla collettiva a "Il Pennellaccio", Cagliari, 1969 (accanto ad opere di Picasso, Chagall, De Chirico, Guttuso, Sironi, Casorati et al.).
Muore a Firenze il 7/4/1972, a seguito di un'operazione chirurgica eseguita in condizioni ormai disperate.

## Musei e Gallerie nazionali che custodiscono opere di Antonio Mura
Roma, Galleria d’Arte Moderna
Roma, Istituto Nazionale per la Grafica
Venezia, Galleria Internazionale d'Arte Moderna di Ca' Pesaro, Gabinetto della Grafica
Cagliari, Galleria Comunale D'Arte
Cagliari, Collezione sarda Luigi Piloni
Nuoro, MAN Museo d'Arte Provinciale
Aritzo (NU), Museo Antonio Mura
Atzara (NU), Museo d'arte moderna e contemporanea Antonio Ortiz Echagüe